# Acalypha subviscida
Acalypha subviscida é uma espécie de flor do gênero Acalypha, pertencente à família Euphorbiaceae.